# Glazoué
Glazoué è una città situata nel dipartimento delle Colline nello Stato del Benin con 105 616 abitanti (stima 2006).